# Ecorregión marina isla de Pascua
La ecorregión marina Isla de Pascua (en inglés Easter Island) (163) es una georregión ecológica de mar situada en el sudeste de Oceanía. Se la incluye en la provincia marina del mismo nombre, en la ecozona oceánica del Indo-Pacífico oriental.

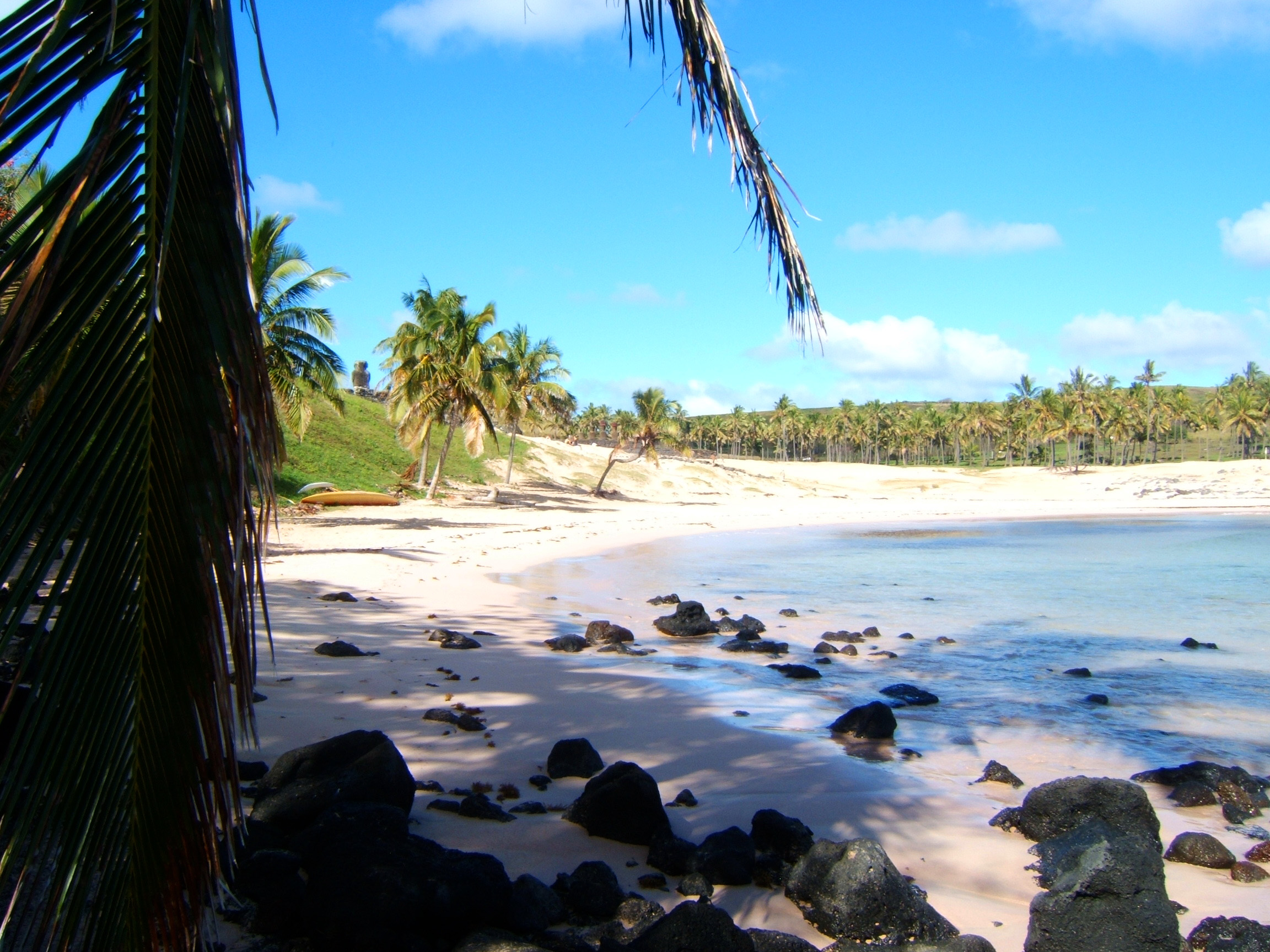
Playa Anakena, en la isla de Pascua; ecorregión marina isla de Pascua.

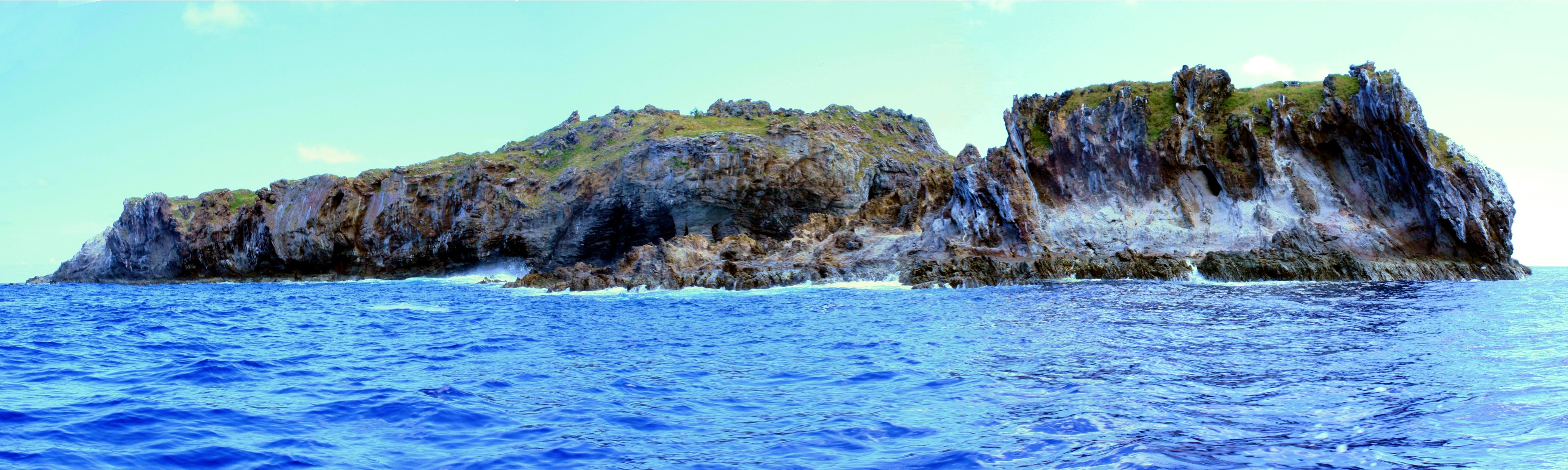
Islote Motu Iti; ecorregión marina isla de Pascua.

## Distribución

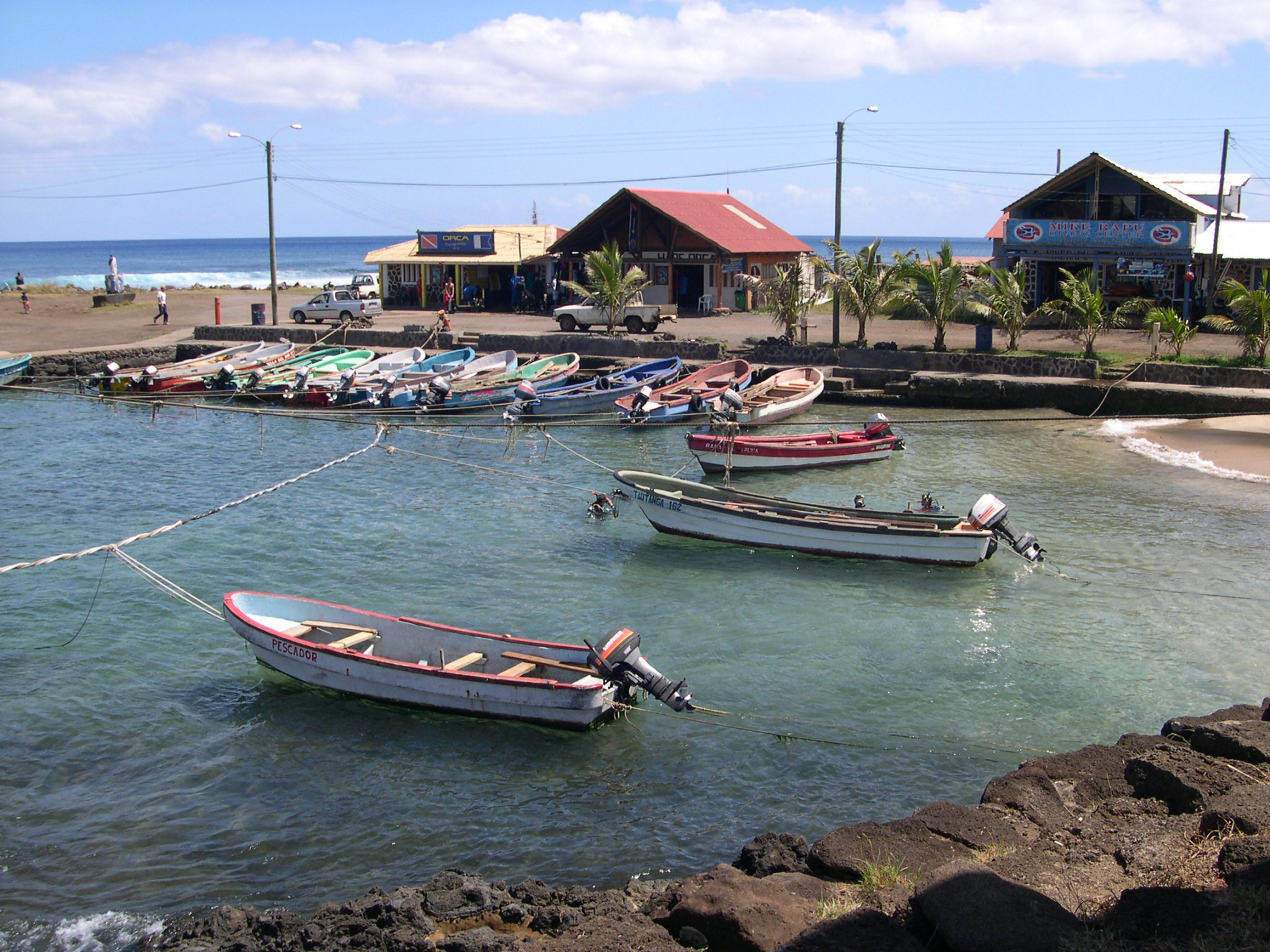
Hanga Roa, en la isla de Pascua; ecorregión marina isla de Pascua.

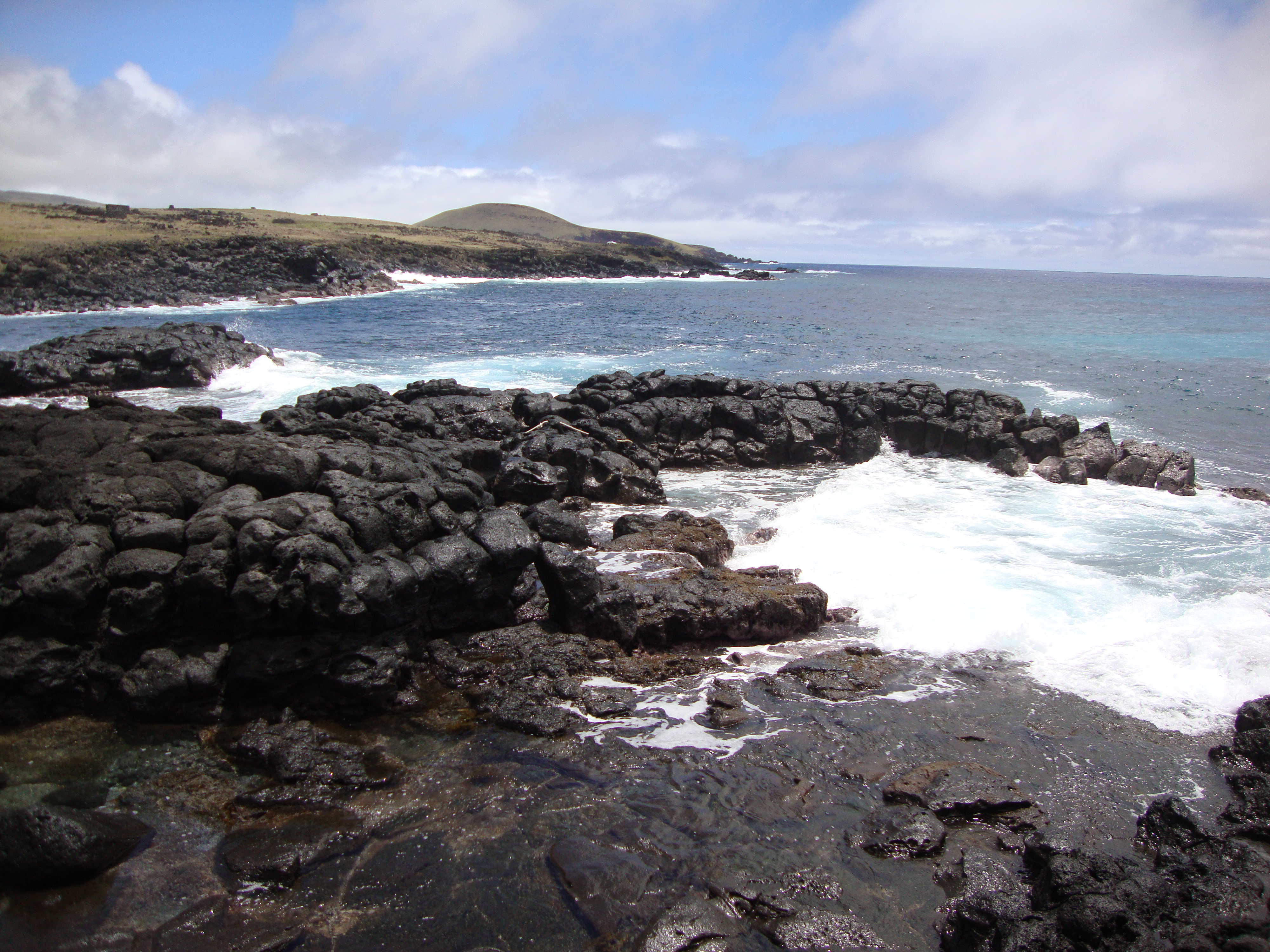
Costa de la isla de Pascua; ecorregión marina isla de Pascua.

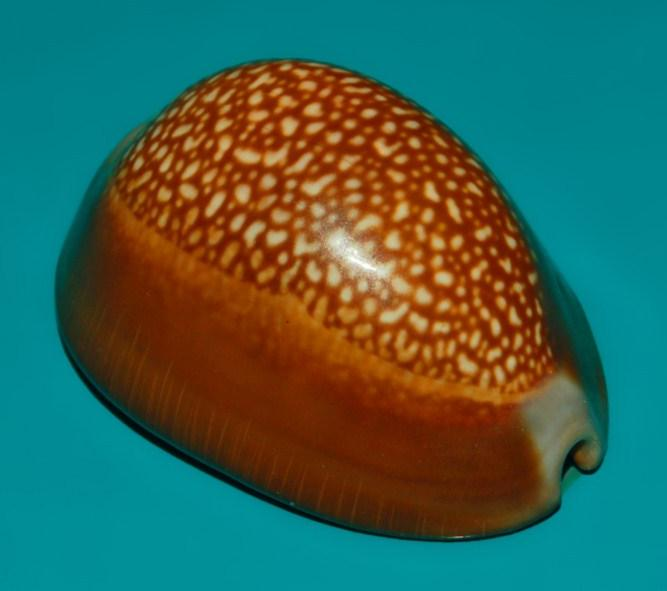
Monetaria caputdraconis es una especie de caracol marino endémico de esta ecorregión.

Esta ecorregión se distribuye de manera exclusiva en derredor de islas oceánicas situadas al occidente del litoral marítimo central de Chile, en aguas del océano Pacífico sudoriental. 

### Flora
En las aguas de esta ecorregión cohabitan unas 150 especies de algas.

### Fauna
Entre la fauna de esta ecorregión destacan:
Aves
Son numerosas las especies de aves marinas tropicales que visitan o nidifican en esta ecorregión, entre estas se encuentran alcatraces (localmente denominado kena) (Sula dactylatra), tavake (Phaethon rubricauda), makohe (Fregata minor), kakapa (Pterodroma arminjoniana), kuma (Puffinus nativitatis), el gaviotín hada o kia kia (Gygis alba), el charrán lunado (Onychoprion lunatus), y el charrán sombrío (Onychoprion fuscatus).  
Invertebrados
Se encuentran la langosta de Juan Fernández (Jasus frontalis), anémonas de varias especies, etc. Entre las especies de caracoles marinos se encuentran Planaxis akuana y Monetaria caputdraconis, esta última es endémica de esta ecorregión.
Reptiles
Visitan sus aguas la tortuga verde (localmente denominada honu) (Chelonia mydas japonica), y la tortuga carey (Eretmochelys imbricata bissa).
Peces
En las aguas de esta ecorregión cohabitan unas 100 especies de peces.